# Huchenzopf
Als Huchenzopf wird ein spezieller Köder zum Fang von Huchen mit der Angelrute bezeichnet. Dieser Köder hat einen zumeist runden, im hinteren Bereich hohlen Bleikopf, der auf einer Stahlachse befestigt ist. In der hohlen Seite des Bleikopfes sind mehrere Gummistränge oder Lederstreifen angebracht.
Nach Größe, Aussehen und Bewegungsmuster soll der Huchenzopf einen Trupp junger Neunaugen (oder älterer Querder) imitieren. Als es noch viele Neunaugen in den Flüssen gab, wurden diese Wirbeltiere als Köderfische benutzt.

Huchenzöpfe sind meistens zwischen 15 und 20 cm lang.